# Eueides pavana
Eueides pavana är en fjärilsart som beskrevs av Ménétriés 1857. Eueides pavana ingår i släktet Eueides och familjen praktfjärilar. Inga underarter finns listade i Catalogue of Life.